# Brosix
Brosix е програма за обмяна на съобщения (instant messenger).
Използва криптиращия алгоритъм AES 256-bits за да кодира цялата пренасяна през Интернет информация и по този начин да гарантира сигурност и конфиденциалност на комуникацията. Този продукт има две версии: Brosix Personal е безплатен за лична употреба, а Brosix Business е предназначен за фирми и организации, позволявайки им да изградят техни собствени частни мрежи за комуникация.

## Функционалност
- Текстови съобщения
- Аудио разговори
- Видео разговори
- Създаване и пренасяне на снимки на екрана (screenshots)[6]
- Предаване на файлове (file transfer)
- Бяла дъска (whiteboarding) – съвместно чертане през Интернет
- Споделяне на екран (desktop sharing)[7][8]
- Многоезичен интерфейс
- Поддръжка на HTTPS, SOCKS 4 и SOCKS 5 – прокси
- Поддръжка на снимки на потребителите в списъка с контакти
- Поддръжка на икони за статус и емотикони
- Поддръжка на теми
- Поддръжка на звуци
- Поддръжка на текстови конференции
- Доставяне на съобщения до потребители които не са на линия
- Уведомления при писане на текст
- Поддръжка на добавки/плъгини
- Чат стаи

Brosix участва в конкурсите „Най-добра IM програма 2009“ и „Най-добра IM програма 2010“, организирани от About.com.
През 2009 Brosix печели „Най-добра IM функция“ с функцията си Brosix Whiteboard и печели „Разработчици на годината“. Brosix е втори в категорията „Най-подобрена IM програма 2009“ и е сред първите 3 в категориите „Най-добра IM програма 2009“ и „Най-добра независима IM програма 2009“.
През 2010 Brosix печели „Най-добра IM функция“ с функцията си Brosix Screenshot.